# Kyonan
Kyonan (jap. 鋸南町 Kyonan-machi) – miasto w Japonii, na wyspie Honsiu, w prefekturze Chiba. Według danych na rok 2020 miejscowość zamieszkiwało 6 993 mieszkańców , a gęstość zaludnienia wyniosła 154,8 os./km².